# Onthophagus uluguru
Onthophagus uluguru är en skalbaggsart som beskrevs av Frey 1975. Onthophagus uluguru ingår i släktet Onthophagus och familjen bladhorningar. Inga underarter finns listade i Catalogue of Life.